# 市井豊
市井 豊（いちい ゆたか、1983年10月 -）は、日本の推理作家。神奈川県川崎市出身。日本大学芸術学部文芸学科卒業。本名は高井 雄一。

## 略歴
2008年、「聴き屋の芸術学部祭」で第5回ミステリーズ!新人賞（選考委員：綾辻行人、有栖川有栖、辻真先）佳作入選。この回の受賞作は、梓崎優「砂漠を走る船の道」だった。選考委員の綾辻行人は、「この作品がなければ受賞もありえた」と選評で述べている。
2012年、『聴き屋の芸術学部祭』を刊行し、単行本デビュー。同作は、2013年版の『本格ミステリ・ベスト10』（原書房）で国内部門第16位。
2015年、『人魚と金魚鉢』を刊行。同作は、2016年版の『本格ミステリ・ベスト10』（原書房）で国内部門第25位。
2019年、『予告状ブラック・オア・ホワイト ―ご近所専門探偵物語―』を刊行。

## 作品

### 聴き屋シリーズ
- 聴き屋の芸術学部祭（2012年1月 ミステリ・フロンティア ISBN 978-4-488-01768-2 / 2014年12月 創元推理文庫 ISBN 978-4-488-44111-1）
  - 聴き屋の芸術学部祭（『ミステリーズ!』Vol.31 2008年10月号 東京創元社）
  - からくりツィスカの余命（『ミステリーズ!』Vol.40 2010年4月号 東京創元社）
  - 濡れ衣トワイライト（『ミステリーズ!』Vol.49 2010年10月号 東京創元社）
  - 泥棒たちの挽歌（書き下ろし）
- 人魚と金魚鉢（2015年2月 ミステリ・フロンティア ISBN 978-4-488-01785-9 / 2018年2月 創元推理文庫 ISBN 978-4-488-44112-8）
  - 青鬼の涙（『ミステリーズ!』Vol.55 2012年10月号 東京創元社）
  - 恋の仮病（『ミステリーズ!』Vol.56 2012年12月号 東京創元社）
  - 世迷い子と（『ミステリーズ!』Vol.63 2014年2月号 東京創元社）
  - 愚者は春に隠れる（書き下ろし）
  - 人魚と金魚鉢（書き下ろし）

### その他
- 予告状ブラック・オア・ホワイト（2019年2月 創元推理文庫 ISBN 978-4-488-44113-5）
  - 予告状ブラック・オア・ホワイト（『ミステリーズ!』Vol.88 2018年4月号 東京創元社）
  - 桐江さんちの宝物（書き下ろし）
  - 噓つきの町（書き下ろし）
  - おかえりエーデルワイス（書き下ろし）
  - 絵馬に願いを（書き下ろし）

### 収録アンソロジー収録作品
「」内が市井の作品
- 放課後探偵団（2010年11月 東京創元社 ISBN 978-4-488-40055-2） 「横槍ワイン」
- ベスト本格ミステリ2011（2011年6月 講談社ノベルス ISBN 978-4-06-182782-0） / 【改題】からくり伝言少女（2015年1月 講談社文庫 ISBN 978-4-06-293019-2） 「からくりツィスカの余命」